# Ramicourt
Ramicourt település Franciaországban, Aisne megyében. Lakosainak száma 147 fő (2022. január 1.). Ramicourt Beaurevoir, Joncourt, Levergies, Montbrehain és Sequehart községekkel határos.

## Népesség
A település népessége az elmúlt években az alábbi módon változott:
| Lakosok száma | 205  | 184  | 169  | 175  | 167  | 157  | 150  | 146  | 146  | 147  |
|               | 1968 | 1982 | 1990 | 2006 | 2013 | 2015 | 2017 | 2019 | 2020 | 2022 |